# Callancyla capixaba
Callancyla capixaba là một loài bọ cánh cứng trong họ Cerambycidae.